# Антоновка (Синжерейський район)
Антоновка (рум. Antonovca) — село у Синжерейському районі Молдови. Входить до складу комуни, адміністративним центром якої є село Копечень.

## Населення
За даними перепису населення 2004 року у селі проживали 106 осіб.
Національний склад населення села:
| Національність   | Кількість осіб | Відсоток |
| ---------------- | -------------- | -------- |
| молдавани румуни | 48             | 45,3%    |
| українці         | 10             | 9,4%     |
| Всього           | 106            | 100%     |